# Aeroportul Internațional Tocumen
Aeroportul Internațional Tocumen (IATA: PTY, ICAO: MPTO) este un aeroport din Provincia Panamá, Panama ce deservește zona Ciudad de Panamá. Aeroportul a fost tranzitat în 2022 de 15.779.103 pasageri. A fost deschis în 1 iunie 1947.
Situat la o altitudine de 41 m, aeroportul dispune de 2 piste.

## Infrastructură

### Piste
Aeroportul dispune de 2 piste. Pista are orientarea 03R/21L.Pista are orientarea 03L/21R.